# Агнесса Бранденбургская (1257—1304)
Агнесса Бранденбургская (29 сентября 1257 — 29 сентября 1304) — королева-консорт Дании, супруга короля Эрика V. Будучи вдовой, она была регентом Дании во время младенчества Эрика VI с 1286 года по 1293 год. Мать королей Дании Эрика VI и Кристофера II.

## Биография
Родился в семье маркграфа Иоанна I Бранденбургского (ум. 1266) и Бриджит Саксонской. Вышла замуж 11 ноября 1273 года в Шлезвиге за короля Эрику. Вероятно, брак был согласован во время пленения Эрика в Бранденбурге в 1260-х годах. Легенда утверждает, что Эрик был освобожден из плена после его обещанию жениться на Агнессе без приданого. Дания и Бранденбург, однако, имели давние традиции династических браков между представителями правящих династий.
В 1286 году она стала вдовой короля Эрика V и регентом Дании во время младенчества ее сына. Детали ее регентства подробно не известны, и трудно определить, что было сделано Агнессой, а что было сделано Датской знатью. Педер Нильсен Хосеол также очень влиял на регентство, и вероятно она, получила поддержку от своей семьи. В 1290 году она профинансировала предоставленную липовую роспись в Церкви Св. Бендта в Рингстеде, которая изображает ее в доминирующем образе. Ее сын был объявлен совершеннолетним в 1293 году, тем самым прекратив официальное регентство Агнессы.
В 1293 году повторно вышла замуж за Герхарда II, графа Гольштейна-Плёна (ум. 1312), от этого брака имела сына Иоанн III, графа Гольштейн-Плён. Она часто посещала Данию после своего второго брака. Агнесс умерла 29 сентября 1304 года и была похоронена в Дании.

## Браки и дети
В 1273 году за Эрика V, 1249 — 22 ноября 1286) — короля Дании с 1259 года по 1286 год. 
Дети:
- Эрик (Erik, 1274 — 13 ноября 1319) — король Дании Эрик VI;
- Кристофер (Christoffer, 1276 — 2 августа 1332) — король Дании Кристофер II;
- Вальдемар (Valdemar, ум. 1304);
- Рихиза (Richiza, ум. 27 октября 1308);
- Маргрете (Margrete, ум. 2 марта 1341) — жена шведского короля Биргера Магнуссона;
- Катарине (Katarine, 1278—1283);
- Элизабет (Elisabet, 1280—1283).

Во втором браке имела сына Иоганна III (ок. 1297 — 27 сентября 1359), графа Гольштейн-Киль и Гольштейн-Плён.